# Ämmätsänjärvi
Ämmätsänjärvi är en sjö i Finland. Den ligger i kommunen Pälkäne i landskapet Birkaland, i den södra delen av landet, 140 km norr om huvudstaden Helsingfors. Ämmätsänjärvi ligger 100,6 meter över havet. Arean är 2,76 kvadratkilometer och strandlinjen är 14,52 kilometer lång. Sjön  ingår i Kumo älvs huvudavrinningsområde.   I omgivningarna runt Ämmätsänjärvi växer i huvudsak blandskog. Den sträcker sig 4,0 kilometer i nord-sydlig riktning, och 2,4 kilometer i öst-västlig riktning.
I övrigt finns följande i Ämmätsänjärvi:
- Härkisaari (en ö)
- Houtunsaari (en ö)
- Äijäsaari (en ö)
- Kukkosaari (en ö)
- Parisaaret (en ö)